# Karel Willem van Saksen-Meiningen
Karel Willem August Frederik van Saksen-Meiningen (Frankfurt am Main, 19 november 1754 - Sonneberg, 21 juli 1782) was van 1763 tot aan zijn dood hertog van Saksen-Meiningen. Hij behoorde tot de Ernestijnse linie van het huis Wettin.

## Levensloop
Karel was de oudste zoon van hertog Anton Ulrich van Saksen-Meiningen en diens echtgenote Charlotte Amalia, dochter van landgraaf Karel I van Hessen-Philippsthal. 
Na de dood van zijn vader in 1763 nam zijn moeder het regentschap van Karel Willem en zijn jongere broer George I op. Hij werd zorgvuldig opgeleid in de geest van de Verlichting en ontwikkelde op jonge leeftijd een interesse voor kunst en wetenschappen. Ook had hij persoonlijk contact met Johann Wolfgang von Goethe en was hij lid van de vrijmetselaarsloge Charlotte zu den Drei Nelken.
Nadat hij in 1775 volwassen verklaard was, begon Karel Willem zelfstandig te regeren als mederegent aan de zijde van zijn moeder. Door zijn hofhouding in te perken kon hij de financiële toestand van Saksen-Meiningen verbeteren. Ook begon hij aan de representatieve ombouw van zijn residentie in Meiningen. Op 5 juni 1780 huwde hij met Louise (1764-1834), dochter van graaf Christiaan Karel van Stolberg-Gedern, maar het huwelijk bleef kinderloos.
In 1782 trok zijn moeder zich terug uit de regering van Saksen-Meiningen, waarna Karel gezamenlijk regeerde met zijn jongere broer George. Enkele maanden later stierf Karel Willem op 28-jarige leeftijd.